# Enrique Galarza
Enrique Galarza Etayo, llamado Galarza V, nacido en Baraibar (Navarra) el 15 de mayo de 1976, es un pelotari español de pelota vasca en la modalidad de mano. Es el hermano pequeño del gran pelotari campeón manomanista Ladis Galarza.
En su palmarés consta el Manomanista de 2ª en 2004.

## Final del manomanista de 2ª Categoría
| Año  | Campeón   | Subcampeón | Tanteo | Frontón |
| ---- | --------- | ---------- | ------ | ------- |
| 2004 | Galarza V | Berraondo  | 22-12  | Labrit  |